# Elisabeth Vischer-Alioth
Elisabeth Vischer-Alioth, född 1892, död 1963, var en schweizisk feminist.
Hon spelade en framträdande roll i kampanjen för införandet av rösträtt för kvinnor i Schweiz, och var ordförande för Schweizerischer Verband für Frauenstimmrecht 1940-1952.